# تفجير مطعم مكسيم
تفجير مطعم مكسيم هو تفجير انتحاري حصلَ في الرابع من أكتوبر عام 2003 في مطعم مكسيم على شاطئ البحر في مدينة حيفا بفلسطين المحتلة. قُتلَ خلال الهجوم 21 شخصًا فيما أصيب 51 آخرين بجروح. من بين الضحايا كانَ هناك أسرة مكوّنة من أربعة أطفال بما في ذلك طفل عمره شهر واحد.
يقعُ المطعم على الواجهة البحرية بالقرب من الحدود الجنوبية من مدينة حيفا. كان يحضره الكثير من السكان المحليين بما في ذلك العرب واليهود وكان ينظر إليها على نطاق واسع باعتباره رمزا للتعايش السلمي في حيفا. أعلنت حركة الجهاد الإسلامي في وقت لاحق مسؤوليتها عن الهجوم؛ فيمَا أدان الرئيس الفلسطيني ياسر عرفات الحادث. تدمّرت البنية الداخلية للمطمع خلال الانفجار وقد أعيد بناؤه بالكامل بعد سبعة أشهر.

## الخلفية
تقع منشأة مطعم مكسيم على الشاطئ وتقع بالقرب من المدخل الجنوبي لمدينة حيفا. المطعم مملوك لشركة يهودية لكنه يستقبلٌ زوارًا من مختلف الجنسيات والثقافات بما في ذلك اليهود أنفسهم وقلّة من المسيحين والعرب. بالرغم من ذلك يُعرف عن المطعم كونه رمزا للتعايش. يُعدّ المطعم كذلك المكان المفضل للاعبي نادي مكابي حيفا لتناول طعامهم.

## الهجوم

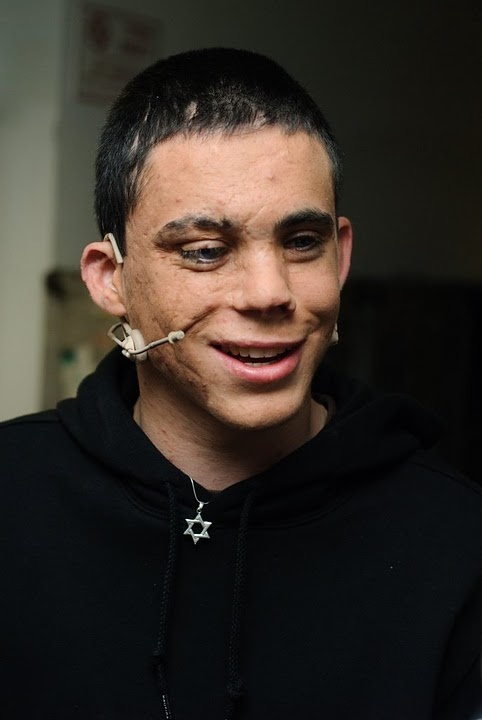
وهران ألموغ؛ كان عمره عشر سنوات حينما حصلَ التفجير الذي تسبب له في العمى كما فقد جديّه، أبوه، أخوه ثم ابن عمه.

في يوم 4 أكتوبر 2003 قامت الفلسطينية هنادي جرادات البالغة من العمر 28 عاما بتفجير نفسها من خلال حزام ناسف كانت ترتديه في مطعم مكسيم في حيفا. قُتل خلال الهجوم 21 إسرائيليًا (18 يهودي وثلاث من العرب) فيما أصيب 51 آخرون بجروح. تسبّبت شظايا القنبلة في تعظيم الهجوم وذلك بعدما انتشرت في جميع أنحاء المكان. وفقا لمصادر شرطة حيفا فإنّ الهجوم كانَ «بشعًا» حيث أن بعض القتلى كانوا لا يزالون جالسين في وضع مستقيم على موائدهم في حين أن آخرين -بما في ذلك الأطفال الرضع- ماتوا في وضعيات مغايرة. تسببت حدة التفجير في انهيار البنية الداخلية للمطعم باستثناء السقف. من بين الضحايا هناك أسرة مكوّنة من أربعة أطفال بما في ذلك طفل لم يتجاوز شهره الأول. تسبب الهجوم كذلك في إصابة ثلاثة من مسؤولي مكابي حيفا بجروح طفيفة.

## الجاني
نفذت هنادي جرادات السيدة الفلسطينية التي تبلغُ من العمر 28 عامًا الهجوم. تعود هنادي تيسير عبد المالك جردات إلى مدينة جنين وتُعد عمليتها الانتقامية هذه سادس عملية خلال انتفاضة الأقصى يُشرف عليها أعضاء من حركة الجهاد الإسلامي. قبل أربعِ سنوات من هذه العملية؛ خُطبت هنادي من شاب فلسطيني -كانت تبلغُ حينها 21 سنة- لكنّه قُتل على يدِ قوات الاحتلال الإسرائيلي. في ذلك الوقت من التفجيرات الانتحارية؛ كانت جرادات طالبة في كلية الحقوق وكانت ستتخرج كمحامية في غضون بضعة أسابيع.
وفقًا لصحيفة هآرتس الإسرائيلية واستنادا إلى وسائل الإعلام العربية ومقابلات مع الإسرائيليين فإن هنادي قد وافقت على قيامها بالعملية الانتقامية وذلك بعد قصفِ قوات الدفاع الإسرائيلية لعددٍ من المباني في مدينة جنين مما تسبّب في مقتل ابن عمها صلاح جرادات الذي يبلغُ من العمر 34 سنة وشقيقها الأصغر فادي البالغ من العمر 25 سنة.

## ردود الفعل الرسمية

### الأطراف المعنية
إسرائيل: حمّل رئيس الوزراء الإسرائيلي أرئيل شارون عرفات مسؤولية الهجوم.
 فلسطين: أدانَ الرئيس الفلسطيني ياسر عرفات التفجير الانتحاري.

### الدولية
الولايات المتحدة – أدان الرئيس الأمريكي جورج دبليو بوش الهجوم قائلا: «أُدين بشكل لا لبس فيه هذا الفعل الإرهابي الذي ارتكبَ اليوم في حيفا. عمد هذا القاتل إلى استهداف عائلات مسالمة كانت تتمتع بوقتها مما تسبب في مقتل وجرح العشرات من الرجال والنساء والأطفال. هذا الهجوم الخسيس يؤكد مرة أخرى على مسؤولية السلطات الفلسطينية في مكافحة الإرهاب الذي يبقى أهم عقبة أمام تحقيق رؤية دولتين تعيشان جنبا إلى جنب في سلام وأمن.»

## ما بعد الهجوم

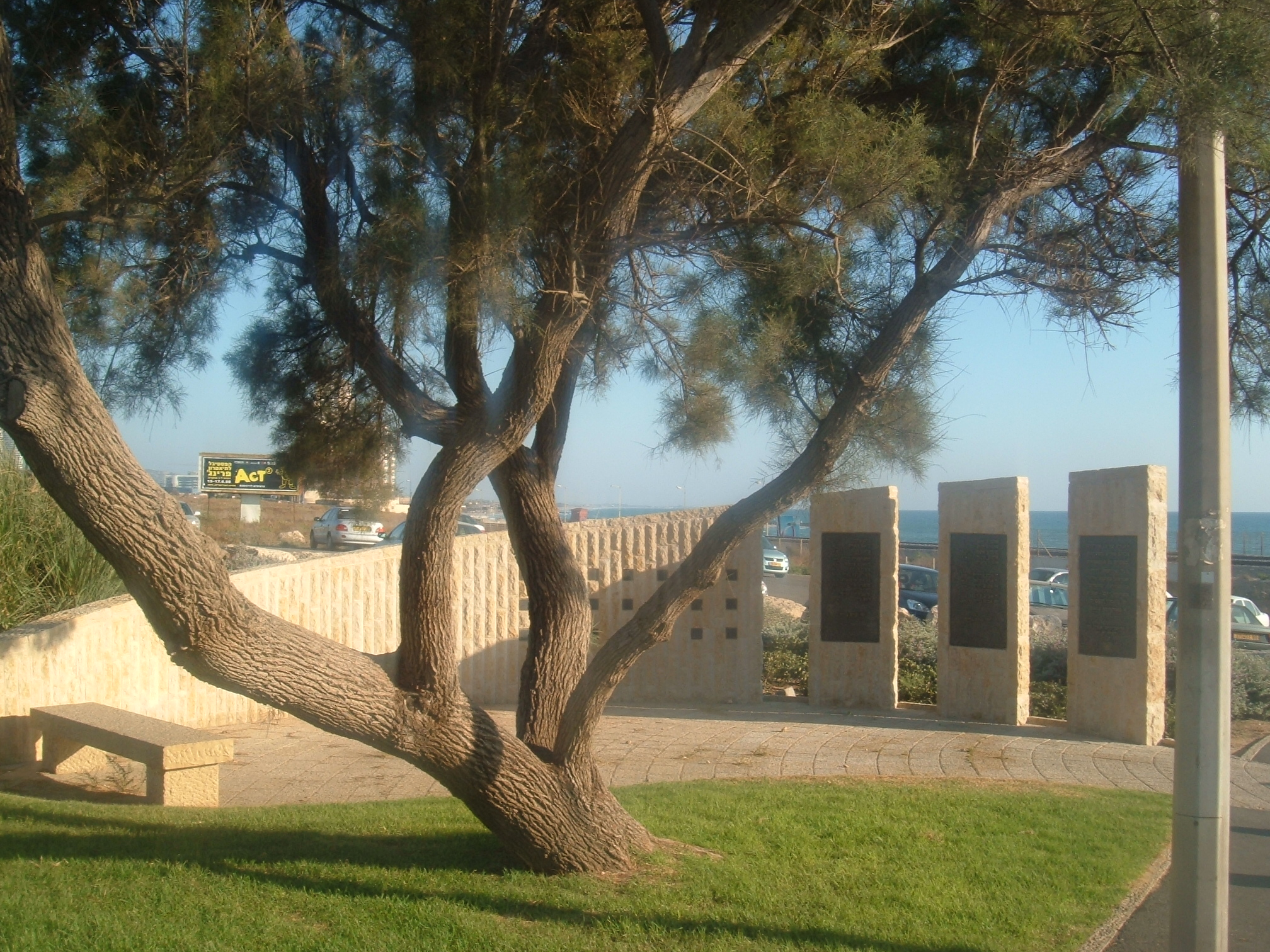
نصب تذكاري بُني بالقرب من المطعم المُستهدف كذكرى لضحايا الهجوم

ردا على تصرفات ابنته؛ رفضَ تيسير والد جرادات كل التعازي مؤكدًا في الوقت ذاته على أنه فخور بما فعلته ابنته؛ حيث قال:
| «لن أقبل إلا التهاني جرّاء ما حصل. هذه كانت هديتي لهذا الوطن وللشعب الفلسطيني.» |

بحلول تشرين الأول/أكتوبر 2012؛ كرّم اتحاد المحامين العرب الشهيدة هنادي جرادات من خلال جائزة مرموقة أرسلها مع وفدٍ رفيعِ المستوى إلى عائلتها. أوضحَ أيمن أبو عيشة العضو في اتحاد المحامين العرب أن المحامين كانوا فخورين بجرادات معتبرا أن التفجيرات الانتحارية ما هي إلا دفاع عن فلسطين وعن الأمة العربية. على الرغم من أن البنية الداخلية للمطعم قد تدمرت خلال الهجوم إلا أن سلطات الكيان عمدت إلى إعادة بنائه بسرعة ثم أعادت فتحه في غضون عدة أشهر. تم تشييد نصب تذكاري بالقرب من المطعم وذلك كتذكار للضحايا الذين قتلوا في الهجوم.